# Charlie na plaży
Charlie na plaży (ang. By the Sea) − amerykański film niemy z 1915 roku, w reżyserii Charliego Chaplina. 

## Obsada
- Charlie Chaplin – spacerowicz
- Edna Purviance – jego ukochana
- Billy Armstrong
- Margie Reiger
- Bud Jamison
- Paddy McGuire – policjant
- Ernest Van Pelt – policjant